# Pedagoška fakulteta v Osijeku
Pedagoška fakulteta (izvirno hrvaško Učiteljski fakultet u Osijeku), s sedežem v Osijeku, je fakulteta, ki je članica Univerze v Osijeku.